# Julia Messenger
Julia Messenger (ur. Melbourne, Australia) – australijska wokalistka jazzowa, kompozytorka, i producent muzyczny.

## Życiorys
Julia Messenger urodziła się i wychowała w Melbourne. Tam też mieszka. Śpiewa od 1997 roku. Od początku kariery artystycznej uczestniczy w trasach koncertowych na całym świecie. W swej ojczyźnie jest ceniona jako wybitna wokalistka jazzowa. Występuje najczęściej z towarzyszeniem pianisty. Czasami towarzyszy jej też basista lub perkusista. Jako wokalistka pop bywa często porównywana m.in. do Sade Adu, Norah Jones, Lisy Gerrard, Annie Lennox, Shirley Bassey czy Sinéad O’Connor; zachowuje przy tym własny, niepowtarzalny styl wykonawczy.
Julia Messenger występowała m.in. w Handover Ceremony w Hongkongu, gościnnie z Afro Celt Sound System na Galway Music Festival, odbyła też długie tournée po Niemczech reprezentując m.in. Australię na World Expo w Hanowerze. W 2003 roku została zaproszona do zaśpiewania i wygłoszenia przemówienia na New York Global Film and Music Summit.
W Europie dała się poznać w 2000 roku podczas współpracy z Klausem Schulzem przy nagrywaniu utworów: „Good Old 4 On The Floor” i „Overchill”, przewidzianych na album The Crime Of Suspense oraz utworu „My Ty She”, przewidzianego na album Ballet III, mających stanowić część box setu Contemporary Works 1. W 2002 roku we współpracy z Schulzem nagrała utwór „The Rodes Elegy”, przewidziany na album Virtual Outback, stanowiący część box setu Contemporary Works 2.
W 2003 roku ukazał się debiutancki album Julii Messenger, zatytułowany Julia Messenger, który sama wyprodukowała i nagrała we własnym studio Milk Bar w Melbourne; album został wydany w USA przez wytwórnię Water Music LA/Universal Records.
W połowie I dekady XXI wieku, kiedy mieszkała i pracowała w Niemczech, wystąpiła z kilkoma niemieckimi najwybitniejszymi artystami jazzowymi, grającymi pod kierunkiem organisty Lutza Krajenskiego.
W 2007 roku śpiewała podczas nocy nagród w ramach wręczania Brownlow Medal, wystąpiła też na stadionie olimpijskim w Melbourne w ramach finałowej serii National Rugby League.
W 2011 roku wystąpiła na festiwalu Beethovenfest w Bonn oraz w Jazzklub w Krefeld.
W 2012 roku została zaproszona do Helsinek, aby śpiewać wspólnie z Iiro Rantalą na festiwalu Midsummer Night Train.
22 lutego 2013 roku wystąpiła podczas inauguracji festiwalu Jazz at Montsalvat. W tym samym roku koncertowała w Niemczech. Współpracowała z producentem, akordeonistą i pianistą Manfredem Leuchterem.

## Dyskografia

### Albumy solowe
- 2003 – Julia Messenger (Water Music/Universal)
- 2007 – Productions & Collaborations (Threespace)
- 2009 – And We Danced (Skip Sister Records)

### Albumy kompilacyjne
- 2000 – Julia Messenger - Myamisumi - The Remixes (Frankfurt Vinyl/Inandout Records/GUM Recordings/ Salz-Klystron Soundworks)

### Występy z innymi artystami
- 2000 – Ballet III (Rainhorse); z Klausem Schulzem
- 2000 – KS – Essential Extracts (Adds & Edits); z Klausem Schulzem
- 2000 – The Crime of Suspense (Rainhorse); z Klausem Schulzem
- 2002 – Klaus Schulze: 5 CD Box Set: Contemporary Works II (Rainhorse); z Klausem Schulzem